# Sundsvall City IBC
Sundsvall City IBC är en innebandyklubb i Sundsvall i Sverige. 
Klubben blev till 2006 då IBK Sundsvall och IBK Nordic slogs ihop. År 2015 återtogs namnet IBK Sundsvall för seniorlagen som bildade egen förening. Den föreningen slog 2018 ihop med Ankarsvik BK och bildade Sundsvall FBC.
I Sundsvall City finns i dag[när?] såväl senior-, som junior- och ungdomslag. 